# Liste des ponts de Namur
Pour des articles plus généraux, voir Namur et Pont.

## Les ponts sur laMeuse
- Passerelle des Grands Malades
- Passerelle de La Plante
- Pont de Jambes
- Passerelle cyclo-piétonne « L'Enjambée »
- Pont des Ardennes
- Pont du Luxembourg
- Pont des Grands Malades
- Viaduc de Beez

## Les ponts sur laSambre
- Pont de la Libération
- Passerelle Saint-Aubain
- Pont de l'Évêché
- Pont du Musée
- Pont de France

## Autres ponts
- Pont de Louvain
- Pont d'Heuvy
- Passerelle d'Herbatte
- Viaduc de Temploux
- Pont Rue Jean-Joseph Gaillard

## Les voies d'eau
- Meuse
- Sambre